# Pour te retrouver
Pour plus de détails, voir Fiche technique et Distribution.
Pour te retrouver est un téléfilm français en deux parties, écrit par Isabel Sebastian et réalisé par Bruno Garcia. Il est diffusé pour la première fois sur M6 en 2022.

## Synopsis
Un matin, Lucas, 11 ans, disparaît de son domicile. Son départ plonge Marion (Laëtitia Milot) et Alexis (Assaâd Bouab), ses parents fraîchement séparés, dans une angoisse insupportable car leur enfant, autiste, n’est pas équipé pour affronter seul le monde extérieur. Pour Marion et Alexis, c’est une véritable course contre la montre qui s’engage pour retrouver Lucas, les obligeant à se replonger dans leur passé.

## Fiche technique
- Titre français : Pour te retrouver
- Genre : Drame
- Production : Bernard Bouix, Arnauld de Battice, Odile McDonald
- Sociétés de production : Wildcats Productions et AT-Production
- Société de distribution : M6
- Réalisation : Bruno Garcia
- Scénario : Isabel Sebastian
- Musique : Erwann Kermorvant
- Costumes : Dorothée Tarel
- Son : Florian Cornet
- Maquillage : Paloma Zaïd
- Pays de production :  France
- Langue originale : français
- Format : couleur
- Durée : 2 × 45 minutes
- Date de première diffusion :
  - Belgique : 3 novembre 2021 sur RTL TVI[1]
  - France : 25 janvier 2022 sur M6[2]

## Distribution
- Laëtitia Milot : Marion Paillet
- Assaâd Bouab : Alexis Mercadal
- Guillaume Faure : Vincent
- Viggo Ferreira-Redier : Lucas
- Arthur Jugnot : Tristan Mercadal
- Laurence Jeanneret : Paula Mercadal
- José Fumanal : Manuel Mercadal
- Élise Larnicol : Directrice d'école
- David Mora : Lieutenant Kabouche
- Florence Thomassin : Capitaine Jocelyn
- Patrick Raynal : Claude Paillet, le père de Marion
- Lucie Jeanne : Maman de Zoé
- Frédéric Épaud : Stéphane Jamin
- Brigitte Aubry : Dr Calvo
- Juliette Tresanini : L'institutrice
- Camille Lherbier : Charlotte, la sœur d'Alexis et Vincent